# 小行星7323
小行星7323（英語：7323 Robersomma）是一颗围绕太阳公转的小行星。1979年9月22日，尼古拉·切爾尼赫在克里米亚发现了此天体。
这颗小行星的绝对星等为355.690064482458等。